# アルカブース (企業)
アルカブース (Arquebuse) は、東京都狛江市に本社を置く、映画・アニメ・テレビの音響効果会社。
東洋音響効果グループを経てサウンドボックス設立に参加した柴崎憲治が独立し、三池崇史を発起人に迎えて1997年に設立した。
社名のアルカブースは、1543年に種子島に初めて持ち込まれた火縄銃のフランス語訳に由来する。

## 所属スタッフ
- 小山秀雄（サウンドボックス→）
- 柴崎憲治（東洋音響効果グループ→サウンドボックス→）
- 小林孝輔

### 元所属スタッフ
- 伊藤瑞樹（→フリー）
- 北田雅也（東洋音響カモメ→アルカブース→フリー）
- 井上奈津子（→フリー）
- 赤澤勇二（→フリー）
- 松浦大樹（→フリー）